# Vincent Mangano
Vincent Mangano (născut Vincenzo Giovanni Mangano; italiană: [vinˈtʃɛntso dʒoˈvanni ˈmaŋɡano]; n. 28 martie 1888, Villabate, Sicilia, Regatul Italiei – d. 19 aprilie 1951, New York City, New York, SUA), cunoscut și sub numele de „Vincent Călăul”, a fost un gangster italian care a ocupat funcția de lider al familiei Mangano - astăzi denumită familia Gambino - din 1931 până în 1951. Fratele său, Philip Mangano⁠(d), a fost consigliere. Acesta este rudă îndepărtată pe linie paternă cu fostul subșef al familiei Genovese, Venero Mangano⁠(d).

## Don al familiei Gambino
Mangano a fost numit don a familiei Mineo în 1931 după războiul Castellammarese. Acesta a fost unul dintre șefii originali ai celor cinci familii asociate mafiei americane, ceilalți fiind Joseph Bonanno, Lucky Luciano, Joe Profaci și Tommy Gagliano.
Majoritatea veniturilor familiei erau obținute de pe urma afacerilor din docuri. Mangano și asociații săi obișnuiau să amenințe compania că vor împiedica încărcarea și descărcarea bunurilor dacă nu li se plătește tribut. Au reușit să controleze operațiunile din docuri cu ajutorul sindicatului Brooklyn Local 1814, parte a International Longshoremen's Association⁠(d); Anthony Anastasio⁠(d), care ocupa funcția de președinte, era membru al familiei.